# Pluche, Riquet, Pat
 (mai 2025).
La mise en forme du texte ne suit pas les recommandations de Wikipédia : il faut le « wikifier ».
Les points d'amélioration suivants sont les cas les plus fréquents. Le détail des points à revoir est peut-être précisé sur la page de discussion.
- Les titres sont pré-formatés par le logiciel. Ils ne sont ni en capitales, ni en gras.
- Le texte ne doit pas être écrit en capitales (les noms de famille non plus), ni en gras, ni en italique, ni en « petit »…
- Le gras n'est utilisé que pour surligner le titre de l'article dans l'introduction, une seule fois.
- L'italique est rarement utilisé : mots en langue étrangère, titres d'œuvres, noms de bateaux, etc.
- Les citations ne sont pas en italique mais en corps de texte normal. Elles sont entourées par des guillemets français : « et ».
- Les listes à puces sont à éviter, des paragraphes rédigés étant largement préférés. Les tableaux sont à réserver à la présentation de données structurées (résultats, etc.).
- Les appels de note de bas de page (petits chiffres en exposant, introduits par l'outil «  Source ») sont à placer entre la fin de phrase et le point final[comme ça].
- Les liens internes (vers d'autres articles de Wikipédia) sont à choisir avec parcimonie. Créez des liens vers des articles approfondissant le sujet. Les termes génériques sans rapport avec le sujet sont à éviter, ainsi que les répétitions de liens vers un même terme.
- Les liens externes sont à placer uniquement dans une section « Liens externes », à la fin de l'article. Ces liens sont à choisir avec parcimonie suivant les règles définies. Si un lien sert de source à l'article, son insertion dans le texte est à faire par les notes de bas de page.
- La présentation des références doit suivre les conventions bibliographiques. Il est recommandé d'utiliser les modèles {{Ouvrage}}, {{Chapitre}}, {{Article}}, {{Lien web}} et/ou {{Bibliographie}}. Le mode d'édition visuel peut mettre en forme automatiquement les références.
- Insérer une infobox (cadre d'informations à droite) n'est pas obligatoire pour parachever la mise en page.

Pour une aide détaillée, merci de consulter Aide:Wikification.
Si vous pensez que ces points ont été résolus, vous pouvez retirer ce bandeau et améliorer la mise en forme d'un autre article.
Pluche, Riquet, Pat est une série d'animation nord-coréenne produite par les Studios SEK et diffusée à la télévision d'État nord-coréenne. La série a été produite pendant plusieurs années et présente des styles d'animation anciens et nouveaux, selon l'année de production de chaque épisode. La série se concentre sur trois personnages principaux (un tanuki, un ours et une chatte), qui sont souvent impliqués dans des aventures ou des incidents mineurs. Chaque épisode comporte un élément scolaire ou un message particulier, axé sur des sujets tels que l'information scientifique, la sécurité routière, l'esprit sportif, entre autres. Les 9 premiers épisodes (épisodes 5, 6, 7, 8, 10, 12, 14, 22, 23) sont coproduits avec le studio d'animation français Col.Ima. Fils et PMMP[réf. nécessaire].

## Personnages

### Personnages principaux
- Pluche  ( 너구리 (Neoguri), chien viverrin ) : Un tanuki de couleur brune. Il est astucieux et gentil (identifié à un ourson ou un raton-laveur dans la traduction française).
- Riquet  ( 곰 (Gon), Ours) : Un ours brun. Il est fort et gourmand.
- Pat ( 야웅이 (Yang-i), Chat) : Une chatte bleue. Elle est coquine et garçon manqué. Son genre n'est pas clair et même le personnel de SEK studios est confus. Bien qu'elle soit répertoriée comme un personage féminin dans les doublages internationaux et dans certains DVD et produits dérivés, elle est considérée comme un « garçon » dans certains épisodes. Il n’y a pas de réponse claire de la part des producteurs à ce sujet.

### Personnages secondaires
- Kkolkkol-i ( 꼴꼴이, Porcinet) : C'est un porcelet espiègle. Il est apparu pour la première fois dans l'épisode 65 et est plus jeune que Neoguri, Gom et Yaungi.
- Mem-me ( 멤메 ), Faon) : Il est le camarade de classe de Pluche.
- Ppiyong-i ( 삐용이, Poussin) : C'est un poussin et il est apparu dans l'épisode 47.
- Jangsugom ( 장수곰/곰삼촌, Oncle Ours) : Il est l'oncle de Riquet et est apparu pour la première fois dans l'épisode 71. Il travaille dans la fabrication de conserves de poisson et est attaqué et renversé par des loups voleurs affamés.
- Kkangchong-i Annaewon ( 깡총이 안내원, Guide Lapin) : Elle est la guide du village et la journaliste, et porte une robe rose fantaisie. Elle est apparue pour la première fois dans l'épisode 67.
- Yang Ajumeoni ( 양아주머니, Mme brebis) : C'est un mouton qui porte une robe rose clair. Elle est apparue pour la première fois dans l'épisode 70.
- Yeomso Hal-abeoji ( 염소 할아버지, Monsieur bouc)
- Yeou Doduk ( 여우도둑, voleuse renard) : C'est une voleuse qui tente de voler le robot crabe de Pluche.
- Keungoyang-i ( 큰고양이, Capitaine Lynx) : C'est un lynx portant un cache-œil. Il essaie de voler le robot crabe de Pluche avec un renard, mais échoue finalement.

## Distribution

### Version originale
- Neoguri : Inconnu (Épisodes 1–46) → Song Young-Suk (Épisodes 47–54) → Rim Bok-Hui (Épisode 55) → Song Young-Suk (Épisodes 56–59) → Rim Bok-Hui (Épisodes 60–65) → Han Ok-Won (Épisodes 66-)
- Gom : Inconnu (Épisodes 1–46) → Won Jong-Suk (Épisodes 47–62) → Rim Un-Yong (Épisode 63) → Rim Bok-Hui (Épisode 64-)
- Yaungi : Inconnu (épisode 1-46) → Kwon Nyong-Ju (épisode 47-55) → Rim Un-Yong (épisode 55-62) → Lee Eun-Ju (épisode 63-)
- Thief Fox : Rim Bok-Hui
- Capitaine Lynx : Mok Geum-Sung
- Souris voleuse : Dong Yun-Mi
- Pilote Weasel : Park Sung-Il

### Version Française
Studio de Doublage : Studio Mediadub International
- Narrateur : Frédéric Girard
- Pluche : Pierre Laurent
- Riquet : Éric Chevalier
- Pat : Brigitte Aubry

## Médias
63 épisodes (1-63) ont été sortis en DVD par Mokran Video[réf. nécessaire].
La série a continué en 2021, l'épisode 64 étant diffusé le 19 décembre. Ces épisodes nouvellement produits mettaient en vedette des nouveaux acteurs.
dans le jour du 4 février 2023, le Pyongyang Times a annoncé la production des épisodes 70, 71 et 72. Ces épisodes sont respectivement appelés « Collier orange », « Tissu imperméable » et « Aimant en plastique ». 

## Épisodes
- La liste des titres anglais est presque écrite selon la traduction formelle du DVD, et les astérisques signifient une traduction personnelle, car leurs noms anglais n'y existent pas.

| No. | titre original         | titre traduit de l'anglais                            | scripte                     | Direction and Conductor                  | Chief Art Direction                  | photos        | musique                    |
| --- | ---------------------- | ----------------------------------------------------- | --------------------------- | ---------------------------------------- | ------------------------------------ | ------------- | -------------------------- |
| 1   | 스키경기               | Course de ski                                         | Kim Gwangsong               | Kim Gwangsong                            | Kim Yongchan                         | Kang Taeyong  | Kim Myonghui               |
| 2   | 높이재기               | les mesures des hauteurs                              | Kim Yongkwon                | Rim Hong-un, Chang Joil                  | In Yonguk                            | Lee Yongho    | Kim Myonghui               |
| 3   | 바람개비               | moulinet                                              | Kim Gwangsong               | Kim Gwangsong, Chang Joil                | Chang Yonghwan                       | Kang Taeyong  | Kim Myonghui               |
| 4   | 후보선수               | le remplacant                                         | Chong Songhui               | Son Jonggwon, Chang Joil                 | Kim Yongchol                         | Ko Byonghwa   | Kim Myonghui               |
| 5   | 불을 일으킨 얼음       | grâce a la glace                                      | Kim Gwanson                 | Kim Gwanson, Chang Joil                  | Kim Gwanson                          | Lee Yongho    | Paek Inson                 |
| 6   | 장애물경기             | une course d'obstacle                                 | Kim Gwangsong               | Kim Gwangsong, Chang Joil                | Chong Jonghui                        | Lee Yonghun   | Kim Myonghui               |
| 7   | 순회우승금컵           | la coupe dorée du championnat circulaire              | Kim Yonggwon                | Kim Yongchan, Chang Joil                 | Kim Taekjon                          | Han Bonggi    | Kim Myonghui               |
| 8   | 지름길                 | un shortcut                                           | Kim Yu-gyong                | Kim Gwangsong, Chang Joil                | Chong Jonghui                        | Kim Gilnam    | Kim Myonghui               |
| 9   | 축구경기하는 날        | le jour du foot                                       | Pak Taesul                  | Kim Yongchan, Chang Joil                 | Kim Taekjon                          | Kang Taeyong  | Kim Myonghui               |
| 10  | 쫓겨간 호랑이          | le tigre prend l'avion                                | Kim Taehong                 | Kim Gwanson, Hong Sunghak                | Kim Gwanson                          | Lee Yongho    | Paek Inson                 |
| 11  | 너구리가 준 시계       | le chien viverrin te donne une montre                 | Lee Gwang-yong              | Kim Yongchan, Chang Joil                 | O Sunnam                             | Kim Gilnam    | Kim Myonghui               |
| 12  | 잘못 안 시간           | mauvais temps                                         | Cha Jeok                    | Kim Gwanson, Chang Joil                  | O Gwangsong                          | Kang Taeyong  | Kim Myonghui               |
| 13  | 부정선수               | stupide joueur                                        | Hwang Sok-hwan              | Kim Sunhui, Chang Joil                   | O Sunnam                             | Lee Yongho    | Kim Myonghui               |
| 14  | 응당한 봉변            | l'humiliation déservée*                               | Kim Gwanson                 | Kim Yongchan, Chang Joil                 | O Gwangsong                          | Kim Gilnam    | Kim Myonghui               |
| 15  | 결승전                 | la finale                                             | Kim Yongchan                | Kim Yongchan, Chang Joil                 | Lee Juil                             | Kang Taeyong  | Kim Myonghui               |
| 16  | 야구경기               | un jeu de baseball*                                   | Lee In                      | Lee In, Chang Joil                       | O Gwangsong                          | Lee Yongho    | Kim Myonghui               |
| 17  | 휘거경기               | un jeu de skate de figure                             | Kim Gwangsong               | Kim Gwangsong, Chang Joil                | Chong Jonghui                        | Kim Gilnam    | Kim Myonghui               |
| 18  | 랭동차안에서           | dans une voiture frigo                                | Kim Gwangsong               | Kim Gwangsong, Chang Joil                | Kim Inson                            | Kang Taeyong  | Kim Myonghui               |
| 19  | 너구리와 거부기        | le chien viverein et la tortue                        | Kim Yonggwon                | Kim Gwangsong, Chang Joil                | O Gwangsong                          | Han Yongchol  | Kim Myonghui               |
| 20  | 새집들이 하는 날       | le déménagement                                       | Kim Yonggwon                | Kang Yonghwan, Chang Joil                | Kim Inson                            | Lee Yongho    | Kim Myonghui               |
| 21  | 마라손선수             | le marathon                                           | Kim Jun-ok                  | Kim Jun-ok, Chang Joil                   | Kim Jun-ok                           | Kim Gilnam    | Kim Myonghui               |
| 22  | 위험한 장난            | un jeu dangeureux                                     | Kim Gwanson                 | Kim Gwanson, Chang Joil                  | Ro Min                               | Kang Taeyong  | Kim Myonghui               |
| 23  | 바다에서 일어난 소동   | agitation sur la mer                                  | Kim Gwanson                 | Kim Gwanson, Chang Joil                  | O Gwangsong                          | Cho Gwangchol | Kim Myonghui               |
| 24  | 야웅이 생일선물        | bon anniversaire le chat                              | Kim Taehong                 | Kim Yongchan, Hong Sunghak               | O Sunnam, Nam Won                    | Lee Yongho    | Kim Myong Hui              |
| 25  | 무차별급 권투경기      | match de boxe (en classe sans la distinction de poids | Kim Taemo                   | Kim Yongchan, Hong Sunghak               | O Sunnam, Lee Juil                   | Kim Gilnam    | Kim Myonghui               |
| 26  | 불을 끈 너구리         | le chien viverein éteint un feu                       | Choi Taehyong               | Chang Cholsu, Hong Sunghak               | Lee Yongil                           | Han Bonggi    | Kim Myonghui               |
| 27  | 유희장에서             | à un parc d'attracions*                               | Chang Cholsu, Pang Sun-yong | Chang Cholsu, Park Mison                 | Kim Yusong, Kim Gyongho              | Lee Yeongho   | Kim Myonghui               |
| 28  | 우주려행길에서         | un voyage à travers l'univers*                        | Kim Gwanson                 | Kim Gwanson, Park Mison                  | Kim Yusong, Kim Gyongho              | Lee Yongho    | Kim Myonghui               |
| 29  | 다시 찾은 황금컵       | une coupe en or découverte encore*                    | Kim Jun-ok                  | Kim Jun-ok, Park Mison                   | Kim Changyu, Chang Yongchol          | Kim Gilnam    | Kim Myonghui               |
| 30  | 너구리의 빈 화분       | le pot vide du chien viverein                         | Kim Jun-ok                  | Kim Jun-ok, Park Mison                   | Paek Hak, Lee Yongil                 | Kang Taeyong  | Kim Myonghui               |
| 31  | 하늘에서의 봉변        | une humiliation dans le ciel*                         | Ro Sunhui                   | Chang Cholsu, Park Mison                 | Kim Sangik, Kim Ryonghyok            | Lee Yonghun   | Kim Myonghui               |
| 32  | 노없는 배로            | un bateau sans rames*                                 | Lee Jongsun                 | Son Jonggwon, Park Mison                 | Chang Yongchol, Mun Song             | Han Bonggi    | Kim Myonghui               |
| 33  | 그림자탓일가?          | faut il mettre la faute sur l'ombre                   | Kim Gwanson                 | Kim Gwanson, Park Mison                  | Kim Yusong, Chong Hyonchol           | Lee Yongho    | Kim Myonghui               |
| 34  | 물놀이장에서           | dans une pataugeoire                                  | Rim Changgyu                | Chang Cholsu, Chang Joil                 | Choi Ilchan, Paek Yonhui             | Kim Jehung    | Paek Inson                 |
| 35  | 열대림에서 있은일      | incident dans une forêt tropicale                     | Kwon Myongson               | Kim Gwanson, Chang Joil                  | Chong Hyonchol, Kim Yusong           | Kang Taeyong  | Paek Inson                 |
| 36  | 위험표식               | ca indique le danger                                  | Chang Cholsu                | Chang Cholsu, Chang Joil                 | Kim Inson, Choi Ilchan               | Lee Yongho    | Paek Inson                 |
| 37  | 곰의 그림숙제          | le devoir de dessein de l'ours                        | Kim Jun-ok                  | Kim Jun-ok, Kim Chol-ui                  | Lee Yongil, Chang Yongchol           | Kim Gilnam    | Paek Inson                 |
| 38  | 욕심많은 곰            | l'ours glouton                                        | O su-nam                    | Chang Cholsu, Kim Chol-ui                | Kim Gwanghyok                        | Lee Yonghun   | Paek Inson                 |
| 39  | 남극에서 온 펭긴선수   | le manchot,patineur de l'antartic                     | Kim Jusin                   | Kim Yongchan, Kim Chol-ui                | O sunnam, Son Yongsam                | Han Bonggi    | Paek Inson                 |
| 40  | 누구의 발자국일가?     | à qui appartient cette trace de pas                   | Chang Cholsu                | Chang Cholsu, Pak Mison                  | Kim Gwanghyok, Kim Dok-yong          | Kim Jehung    | Paek Inson                 |
| 41  | 너구리의 과일농사      | le chien viverein fait pousser un fruit               | Kim Jun-ok                  | Kim Gwanghyok, Chang Myongil             | Yun Jusong, Paek Hak                 | Kang Taeyong  | Paek Inson                 |
| 42  | 힘을 겨루는 경기       | combat de force                                       | Kim Jun-ok                  | Ro Min                                   | An Chundong, O Songnam               | Lee Yongho    | Paek Inson                 |
| 43  | 없어진 어항의 물       | un poisson globe drainé                               | Kim Gwanson                 | Kim Gwanson, Pak Mison                   | O Gwangsong                          | Lee Yonghun   | Paek Inson                 |
| 44  | 물스키경기 하는 날     | le jour du ski nautique*                              | Chang Myonghui              | Kim Gwanson, Hong Sunghak                | Hong Jongchol, Son Chol-o            | Kim Gilnam    | Kim Yongsong               |
| 45  | 너구리가 감춘 남비     | le chien viverein cache une casserolle                | Yun Hyonhui                 | Chang Cholsu, Chang Myongil              | Chang Yongchol, Ryu Sejong           | Kim Solnam    | Paek Inson                 |
| 46  | 언사과                 | des pommes froides comme la glace*                    | Kim Jun-ok, Sin Cholgyun    | Kim Jun-ok, Kim Sandong                  | Paek Hak, Cho Gwangchol              | Han Bonggi    | Yun Jongho                 |
| 47  | 렬차안에서             | dans le metro*                                        | Lee Jonghwa                 | Kim Gwangsong, Lee Sokhun, Chong Il-yong | Lee Dongchol, Kim Gwanghyop          | Lee Yonghun   | Paek Inson                 |
| 48  | 꿀단지에 비낀 두 모습  | le reflet de deux images sur un pot de miel*          | Pang Sun-yong               | Kim Jun-ok, Son Chol-o, Chong Il-yong    | O Songchol, Kim Chol-ung             | Kim Sunho     | Paek Inson                 |
| 49  | 바다가에서 있은 일     | un évenement dans la mer*                             | Kim Suhwa                   | Kim Jun-ok, Pak Gwanghyon, Chong Il-yong | Mun Changil, Kim Ungho               | Kim Gilnam    | Paek Inson                 |
| 50  | 야웅이가 받은 꽃다발   | le chat recoit des fleurs*                            | Kim Jun-ok, Kim Suhwa       | Pak Gyongsu, Chong Il-yong               | Ryu Sejong, Lee Yongil               | Nam Gyongsu   | Paek Inson                 |
| 51  | 열대섬동산에서 있은 일 | un incident sur la butte d'une île tropicale*         | Choi Insong                 | Kim Yongchan, Ro Min, Chong Il-yong      | Ryu Sejong, Mun Changil              | Kim Jehung    | Paek Inson                 |
| 52  | 너구리가 만든 잠망경   | le chien vivverein fait un périscope*                 | Kim Jun-ok, Om Sunhui       | O Sinhyok, Ham Chun-il, Chong Il-yong    | Kim Inchol, Han Chol                 | Kim Sunho     | Chong Byongchol            |
| 53  | 힘겨루기 날에 있은 일  | le jour pour le jeu du tir à la corde                 | Kim Yongchan                | Yun Yonggil, Kim Sandong                 | Hong Yongnam, Pak Sunggu             |               | Kim Myonghui               |
| 54  | 다시 날린 전파         | une vague de radio retransmise*                       | Kim Hyonchol                | O Sinhyok, Yun Yonggil, Lee Jongdu       | Hong Yongnam, Chang Nampa            |               | Paek Inson                 |
| 55  | 너구리가 가져온 물     | le chien viverrein ramène de l'eau*                   | Hwang Duman                 | O Sinhyok, Ho Sanghyok                   | Hong Yongnam, Han Chol               |               | Paek Inson                 |
| 56  | 너구리가 올린 돛       | le chien viverrein hisse un voilier*                  | Choi Insong                 | Kye Hun, Ryo Myonggi                     | Lee Songjin, Choi Yuil, Cho Jongchol |               | Paek Inson                 |
| 57  | 새 려객선에서          | dans le bateau du nouveau passager*                   | Son Gangho                  | Kim Yongchan, Lee Chol, Ryo Myonggi      | Kim Wonil, Cho Jongchol              |               | Paek Inson                 |
| 58  | 흰눈동산에서           | dans la butte couverte de neige imaculée              | Ho Ungyong                  | Kim Hyokchol, Chang Myongil              | Kim Songjun                          |               | Kim Myonghui               |
| 59  | 수림산에서 있은 일     | incident au mont surim*                               | Lee Yongchun                | Kye Hun, Ryo Myonggi                     | Hong Yongnam                         |               | Kim Myonghui               |
| 60  | 은빛행성에서           | dans une planète argentée*                            | Yun Choljin                 | Kim Hyokchol, Ryo Myonggi                |                                      |               | Kim Myonghui               |
| 61  | 너구리가 만든 안경     | le chien viverrin fait un verre*                      | Kim Hwasong                 | O Sinhyok, Lee Byong-ui                  |                                      |               | Kim Myonghui               |
| 62  | 누구의 작간일가        | c'est le tour à qui?*                                 | Choi Taehyong               | O Sinhyok, Ryo Myonggi                   |                                      |               | Kim Myonghui               |
| 63  | 못가에서 있은 일       | un incident s'est passé autour d'une piscine*         | Song Chun-ok                | Kim Songjun, Chang Myongil               |                                      |               | Kim Myonghui               |
| 64  | 만능저울               | balance à usage général                               | Ri Yong-chun                | Kim Chin-hyok                            | Kim Won-il                           |               | Kim Myonghui, Kim Un-hui   |
| 65  | 새둥지                 | le nid d'oiseau*                                      | Kim Hwa-song                | Kim Chol-hyon                            | Ho Chon-hyok                         |               | Kim Myonghui, Kim Song-hui |
| 66  | 라침판                 | le compas                                             | Ho Chong-yon, Kim Ju-won    | Son Un-nam                               | Kim Won-il                           |               | Kim Myong-hui, In Yu-chol  |
| 67  | 요술옷                 |                                                       | Ri Pong-hwa                 | Kim Chin-hyok                            | Ho Chon-hyok                         |               | Kim Myong-hui, Kim Un-hui  |

## Réception
La série a été diffusée en Corée du Sud au début des années 2000 par les chaînes publiques sud-coréennes SBS et EBS sous le nom original, ainsi que sur KBS sous le titre « le raton laveur et les amis de la forêt» ( 너구리와 숲속 친구들 숲속 친구들 ) en raison de la politique du soleil qui a assoupli les restrictions sur les médias nord-coréens et promu la coopération intercoréenne, notamment dans les domaines de la culture et de l'art. En raison du peu ou pas de propagande de l'émission, c'est l'un des rares programmes nord-coréens à ne pas violer la loi sur la sécurité nationale.le studio SEK qui produit la série produit également une autre série du nom de écureuil et hérisson qui contrairement à Le chien viverrin intelligent se focalise sur l'amitié, le patriotisme et la militarité
Vers la fin des années 2000, il a été doublé en Anglais par Mondo TV sous le titre The Little Bear, à ne pas confondre avec la série de livres Little Bear[réf. nécessaire].

## Philatélie
Le 21 juin 1989, la Corée du Nord a émis trois timbres consacrés à mesures des hauteurs, un épisode de la série,.